# نظرية الحسوبية

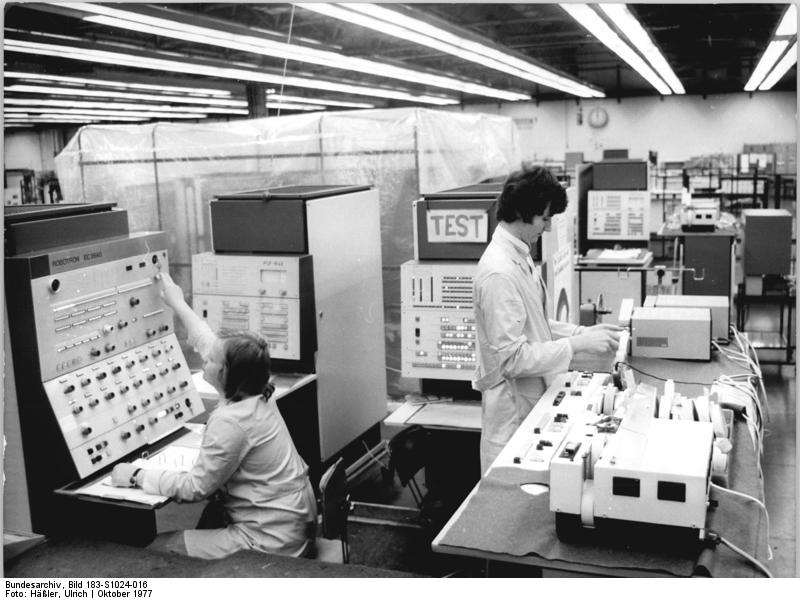

نظرية الحسوبية (بالإنجليزية: computability theory) وتعرف أيضاً بالنظرية العودية وأيضا بنظرية الاستدعاء الذاتي وهي أحد فروع المعلوماتية النظرية تم تأسيسه في عام 1930م والتي تدرس مسائل قابلة للحل حاسوبيا بنماذج مختلفة للحوسبة.
نظرية الحسوبية تختلف عن التخصصات المشابهة لنظرية التعقيد الحسابي، فالأخيرة تتعامل مع سؤال كيفية حل المسألة حاسوبيا بفعالية، بدلا من سؤال إذا كانت المسألة قابلة للحل حاسوبيا أم لا؟ الذي تتناوله نظرية الحسوبية.